# Parafia św. Stanisława Biskupa i Męczennika w Ostrowie
Parafia św. Stanisława Biskupa i Męczennika w Ostrowie – parafia rzymskokatolicka należąca do dekanatu otwockiego, diecezji warszawsko-praskiej, metropolii warszawskiej Kościoła katolickiego. 
W parafii posługują księża diecezjalni.

## Zasięg parafii
Do parafii należą wierni z następujących miejscowości: Jatne (oprócz Janowic), Ostrowik, Ostrów i Wola Ducka.